# Casarano Calcio 1994-1995
Questa pagina raccoglie le informazioni riguardanti il Casarano Calcio nelle competizioni ufficiali della stagione 1994-1995.

## Rosa
| N. |                   | Ruolo | Calciatore           |
| -- | ----------------- | ----- | -------------------- |
|    | Italia (bandiera) | C     | Mario Alfieri        |
|    | Italia (bandiera) | P     | Mauro Bacchin        |
|    | Italia (bandiera) | D     | Antonio Calabro      |
|    | Italia (bandiera) | A     | Donato Cancelli      |
|    | Italia (bandiera) | D     | Alessandro Cartini   |
|    | Italia (bandiera) | D     | Mauro Cellini        |
|    | Italia (bandiera) | D     | Alessandro Cicchetti |
|    | Italia (bandiera) | C     | Alessandro Cucciari  |
|    | Italia (bandiera) | A     | Antonino Di Maggio   |
|    | Italia (bandiera) | C     | Fabrizio Ferrigno    |
|    | Italia (bandiera) | A     | Cosimo Francioso     |
|    | Italia (bandiera) | P     | Marco Giannitti      |
|    | Italia (bandiera) | C     | Andrea Guernier      |
|    | Italia (bandiera) | C     | Vincenzo Lanotte     |

| N. |                   | Ruolo | Calciatore        |
| -- | ----------------- | ----- | ----------------- |
|    | Italia (bandiera) | C     | Dario Levanto     |
|    | Italia (bandiera) | A     | Giuseppe Liperoti |
|    | Italia (bandiera) | C     | Roberto Maran     |
|    | Italia (bandiera) | D     | Livio Maranzano   |
|    | Italia (bandiera) | C     | Samuele Marni     |
|    | Italia (bandiera) |       | Martire           |
|    | Italia (bandiera) | C     | Davide Mazzotta   |
|    | Italia (bandiera) | A     | Ivano Montanaro   |
|    | Italia (bandiera) | P     | Paolo Orlandoni   |
|    | Italia (bandiera) | D     | Alfredo Ottolina  |
|    | Italia (bandiera) | C     | Dario Passoni     |
|    | Italia (bandiera) | D     | Teodoro Piccinno  |
|    | Italia (bandiera) | C     | Riccardo Sardelli |
|    | Italia (bandiera) | D     | Marco Serra       |

## Risultati

### Campionato

#### Girone di andata
| 28 agosto 1994 1ª giornata | Empoli | 1 – 0 | Casarano |  |

| 4 settembre 1994 2ª giornata | Casarano | 3 – 1 | Trapani |  |

| 11 settembre 1994 3ª giornata | Avellino | 3 – 1 | Casarano |  |

| 18 settembre 1994 4ª giornata | Casarano | 1 – 1 | Ischia Isolaverde |  |

| 25 settembre 1994 5ª giornata | Sora | 2 – 1 | Casarano |  |

| 2 ottobre 1994 6ª giornata | Casarano | 4 – 0 | Barletta |  |

| 9 ottobre 1994 7ª giornata | Casarano | 2 – 1 | Reggina |  |

| 16 ottobre 1994 8ª giornata | Turris | 2 – 1 | Casarano |  |

| 23 ottobre 1994 9ª giornata | Casarano | 1 – 1 | Siena |  |

| 6 novembre 1994 10ª giornata | Siracusa | 0 – 0 | Casarano |  |

| 13 novembre 1994 11ª giornata | Casarano | 1 – 1 | Gualdo |  |

| 20 novembre 1994 12ª giornata | Pontedera | 4 – 1 | Casarano |  |

| 27 novembre 1994 13ª giornata | Atletico Catania | 3 – 1 | Casarano |  |

| 4 dicembre 1994 14ª giornata | Casarano | 5 – 2 | Chieti |  |

| 11 dicembre 1994 15ª giornata | Lodigiani | 3 – 1 | Casarano |  |

| 18 dicembre 1994 16ª giornata | Casarano | 4 – 0 | Juventus Stabia |  |

| 30 dicembre 1994 17ª giornata | Nola | 1 – 1 | Casarano |  |

#### Girone di ritorno
| 8 gennaio 1995 18ª giornata | Casarano | 1 – 1 | Empoli |  |

| 22 gennaio 1995 19ª giornata | Trapani | 1 – 1 | Casarano |  |

| 29 gennaio 1995 20ª giornata | Casarano | 1 – 0 | Avellino |  |

| 19 febbraio 1995 21ª giornata | Ischia Isolaverde | 0 – 0 | Casarano |  |

| 26 febbraio 1995 22ª giornata | Casarano | 1 – 1 | Sora |  |

| 5 marzo 1995 23ª giornata | Barletta | 1 – 0 | Casarano |  |

| 12 marzo 1995 24ª giornata | Reggina | 1 – 0 | Casarano |  |

| 19 marzo 1995 25ª giornata | Casarano | 3 – 0 | Turris |  |

| 26 marzo 1995 26ª giornata | Siena | 1 – 0 | Casarano |  |

| 2 aprile 1995 27ª giornata | Casarano | 1 – 1 | Siracusa |  |

| 9 aprile 1995 28ª giornata | Gualdo | 2 – 0 | Casarano |  |

| 23 aprile 1995 29ª giornata | Casarano | 1 – 2 | Pontedera |  |

| 30 aprile 1995 30ª giornata | Casarano | 0 – 0 | Atletico Catania |  |

| 7 maggio 1995 31ª giornata | Chieti | 0 – 0 | Casarano |  |

| 14 maggio 1995 32ª giornata | Casarano | 3 – 0 | Lodigiani |  |

| 21 maggio 1995 33ª giornata | Juventus Stabia | 3 – 0 | Casarano |  |

| 28 maggio 1995 34ª giornata | Casarano | 2 – 0 | Nola |  |